# 萨尔蒂拉纳-洛梅利纳
萨尔蒂拉纳-洛梅利纳（義大利語：Sartirana Lomellina），是意大利帕维亚省的一个市镇。总面积29平方公里，人口1813人，人口密度62.5人/平方公里（2009年）。国家统计（ISTAT）代码为018146。

## 友好城市
- 法國奥恩河畔布兰维尔 2007年